# Voo Ukraine Air Alliance 4050
Em 4 de outubro de 2019, o Voo Ukraine Air Alliance 4050 caiu após exaustão do combustível durante aproximação do Aeroporto Internacional de Lviv, durante um voo de Vigo, Espanha, para Istambul, Turquia, via Lviv, Ucrânia. O acidente matou cinco pessoas e deixou três ocupantes gravemente feridos. A aeronave era um Antonov An-12BK. O acidente está atualmente sob investigação.

## Aeronave
A aeronave do acidente era um Antonov An-12 cargueiro, movido por quatro motores turboélice, com prefixo UR-CAH e foi construído em 1968.

## Acidente
A aeronave partiu do Aeroporto de Vigo na Espanha, com destino ao Aeroporto de Istambul na Turquia, com oito pessoas a bordo, sete tripulantes e um passageiro, que era uma escolta de carga. O voo 4050 era um voo cargueiro, que transportava 10 toneladas de carga, com a intenção de fazer escala no Aeroporto Internacional de Lviv na Ucrânia, para reabastecimento, antes de seguir para Istambul.
A aeronave estava se aproximando da Pista 31, na posição 310°, em condições climáticas difíceis; embora houvesse pouco vento, a visibilidade vertical era de apenas 60 metros, enquanto a visibilidade perto do solo era de 250 metros e o alcance visual da pista era de 800 metros.
A tripulação declarou emergência e começou a realizar um pouso de emergência, mas não conseguiu alcançar a pista. A aeronave caiu no solo às 7:10, apenas 1,5 km antes da cabeceira da pista 31, perto da vila de Sokilnyky. A seção da cabine quebrou com o impacto, então a carga deslizou, esmagando e matando 5 ocupantes.

## Resposta de emergência
Às 7:29, um tripulante ligou e relatou que a aeronave realizaria um pouso de emergência. Às 7:40, os destroços da aeronave estavam localizados a 1,5 km da Pista 31. Às 9:00, foi determinado que havia oito pessoas a bordo. Três deles foram encontrados gravemente feridos e foram levados ao hospital. Três corpos também foram encontrados, enquanto dois ainda estavam desaparecidos. Mais tarde, dois corpos desaparecidos foram encontrados, todos mortos. Foi finalmente determinado que cinco pessoas morreram no acidente, pelo menos quatro delas eram tripulantes, e o único passageiro, uma escolta de carga.

## Reações
Inicialmente, o Ministério da Infraestrutura da Ucrânia relatou que havia três tripulantes e um passageiro, todos os quatro mortos, mas acabou sendo corrigido pelo ministério. O ministério também confirmou que a aeronave transportava dez toneladas de carga. O prefeito da cidade de Lviv afirmou que a aeronave realizou o pouso de emergência devido ao esgotamento do combustível.

## Investigação e consequências
A Agência Nacional de Investigação de Acidentes Aéreos da Ucrânia abriu oficialmente a investigação do acidente em 9 de outubro, quatro dias após o acidente. Os trabalhos in loco da comissão decorreram entre os dias 5 e 7 de outubro. Nesta ação foram recuperadas duas caixas pretas que estavam em boas condições e aptas a fornecer dados. As demais informações, como comunicação de controle de tráfego aéreo, dados de radar, informações meteorológicas, atendimento a emergências e auxílio à navegação terrestre no aeroporto, também foram coletadas. A investigação está em andamento.
No dia seguinte ao acidente, a Ukraine Air Alliance foi proibida de operar voos no espaço aéreo da União Europeia. Em 7 de outubro de 2019, a Administração Estatal de Aviação da Ucrânia anunciou que o certificado de operação da Ukraine Air Alliance foi suspendida a partir de 5 de outubro de 2019, às 00:00 UTC, após o acidente.